# Pygospiopsis dubia
Pygospiopsis dubia är en ringmaskart som först beskrevs av Monro 1930.  Pygospiopsis dubia ingår i släktet Pygospiopsis och familjen Spionidae. Inga underarter finns listade i Catalogue of Life.